# Lagarde (Ariège)
Lagarde (okzitanisch: La Garda) ist eine südfranzösische Gemeinde mit 210 Einwohnern (Stand 1. Januar 2022) im Département Ariège in der Region Okzitanien.

## Lage
Lagarde liegt im Westen der historischen Grafschaft Razès in der Nähe des Flusses Hers-Vif (auch Grand Hers) etwa 32 Kilometer (Fahrtstrecke) in westlicher Richtung von Pamiers entfernt. Mirepoix, der Hauptort des Kantons, liegt etwa neun Kilometer nordwestlich.

## Bevölkerungsentwicklung
| Jahr      | 1968 | 1975 | 1982 | 1990 | 1999 | 2006 | 2016 |
| Einwohner | 213  | 185  | 177  | 172  | 194  | 183  | 191  |

## Wirtschaft
In Lagarde wie in der gesamten historischen Provinz Razès wird viel Landwirtschaft betrieben. Aber auch die Vermietung von Ferienhäusern (gîtes) spielt eine wichtige Rolle im Wirtschaftsleben der kleinen Gemeinde.

## Geschichte
Über die Geschichte der Ortschaft ist nur wenig bekannt. Bereits im frühen Mittelalter wurde sie von einer Burg beherrscht, die wahrscheinlich im Verlauf des Albigenserkreuzzugs (1209–1229) zerstört wurde. Im 13. Jahrhundert unter Alfons II. von Aragon erneuert, wurde sie im 16. Jahrhundert von Jean de Levis erweitert und – mit größeren Fenstern – dem neuen Zeitgeschmack der Renaissance angepasst. Im 17. Jahrhundert wurden die Gärten angelegt bzw. neugestaltet.

### Ruine der Burg von Lagarde

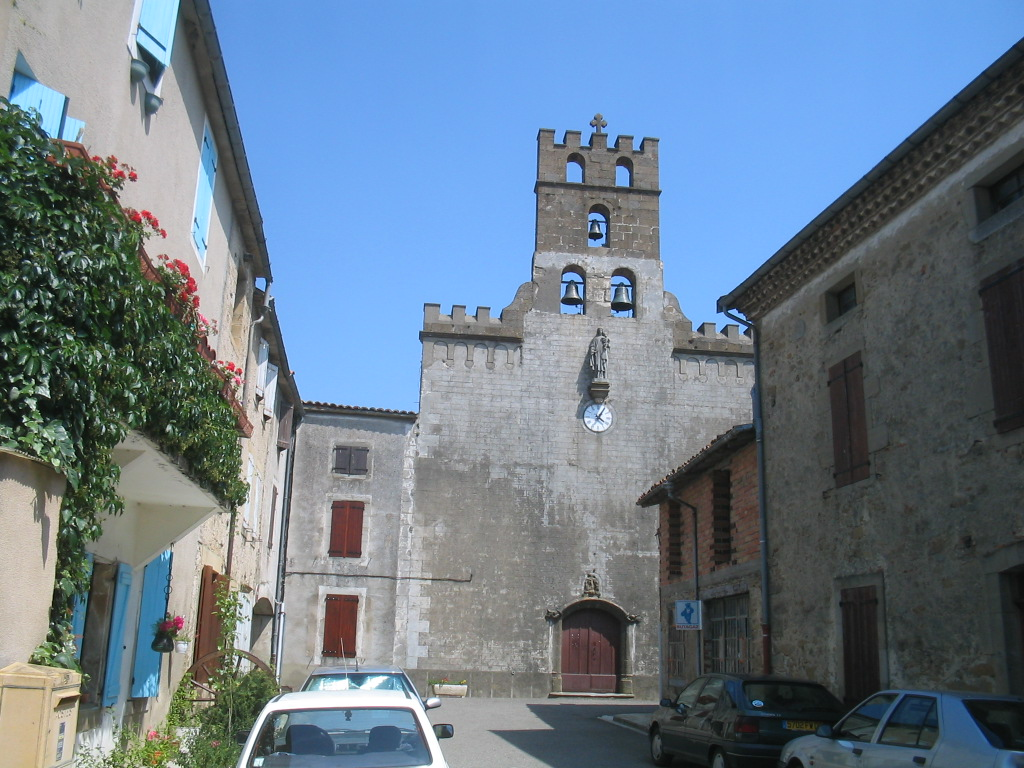
Église de la Nativité de la Sainte Vierge

## Sehenswürdigkeiten

### Sonstige
- Ein Kuriosum ist die schräge, etwa 100 Meter lange, ca. vier Meter breite und auf mehreren Bögen ruhende rampenartige Auffahrt (allée) vom Dorf zur Burg; sie stammt wahrscheinlich aus dem 18. Jahrhundert.
- Die Pfarrkirche (Église de la Nativité de la Sainte Vierge) des Ortes stammt aus dem 15. Jahrhundert; die Westfassade mit ihrem Glockengiebel wurde jedoch im 19. Jahrhundert vollkommen erneuert. Das niedrige rippengewölbte Kircheninnere ist – wie im Midi üblich – nur einschiffig; an die Stelle der Seitenschiffe treten mehrere großräumige Kapellen. Kirchenschiff und Seitenkapellen sind größtenteils bemalt. Zur Ausstattung gehört ein aus einem Stein gefertigtes Taufbecken unter der Orgelempore.